# Metonymie
Metonymie of naamsverwisseling (< Oudgrieks μετωνυμία, metonumía < μετά, "samen met", en ὄνoμα, "naam") is, naast de metafoor, de belangrijkste  vorm van beeldspraak. Bij het gebruik van beeldspraak wordt het feitelijk bedoelde begrip, de referent, indirect aangeduid door een ander, met deze referent als verwant ervaren begrip: het beeld. Bij metaforen gebeurt het samenvallen van beeld en referent vanuit een zuiver mentaal ervaren overeenkomst, bij een metoniem gebeurt dit vanuit een waarneembare relatie (contiguïteit) in de werkelijkheid.
In het eerste voorbeeld hieronder, 'even de neuzen tellen', is het woord 'neuzen' het gebruikte beeld, en het woord 'personen' de referent. In 'België won van Duitsland', zijn 'België' en 'Duitsland' de gebruikte beelden voor de referenten 'het Belgische elftal' en 'het Duitse elftal'. 
Het gebruik van nieuwe metonymieën (en metaforen) leidt tot polysemie: een reeds bestaand woord krijgt er een betekenisnuance bij. 

## Voorbeelden
De meest gebruikte metonymieën in het Nederlands zijn:
- Synecdoche
  - de pars pro toto (Latijn: deel voor geheel)
    - even de neuzen tellen
= personen (een neus is een deel van een persoon, maar wordt hier als de persoon zelf beschouwd)

  - het totum pro parte (Latijn: geheel voor deel)
    - België won van Duitsland
= 11 voetballers
    - de olielamp brandt
= de olie in het topje van de pit
- het abstractum pro concreto
  - het kantoor gaat een dagje uit
= het personeel
- het concretum pro abstracto
  - een goede boterham verdienen
= inkomen
- de relatie merknaam-product of bedrijfsnaam-product (dit noemt men een eponiem, indien het de naam draagt van de persoon die het heeft uitgevonden of ontwikkeld)
  - aspirine
  - pamper
- nauw samen met de vorige metonymie hangt de relatie  maker-gemaakte:
  - wij hebben een Herman Brood boven de bank
= een schilderij gemaakt door Herman Brood
  - dat zoeken we op in de Van Dale
= het woordenboek
- de relatie plaats-product (dus een geoniem of toponiem in plaats van het hiermee in verband staande product)
  - wil je nog een glaasje bordeaux 
= wijn uit de  wijnstreek Bordeaux
- de relatie godheid-machtsgebied
  - hij gaf zich over aan Venus
= de liefde
- de relatie stof-object
  - hij dronk uit een glas
= een beker van glas
  - een blikje
- de relatie inhoud-houder
  - een glaasje drinken
  - het stadion barstte in luid applaus uit
  - die auto wil linksaf
- de relatie object-persoon
  - twee pakken liepen over straat
- het lichamelijke in plaats van het geestelijke
  - weinig hersens hebben (intelligentie)
  - een groot hart hebben (vrijgevigheid)
- enkelvoud voor meervoud
  - de emancipatie van de vrouw
- een (mogelijke, vaak onwaarschijnlijke) oorzaak in plaats van het gevolg (Metalepsis)
  - hij heeft zijn tong verloren
  - hij heeft lood in zijn schoenen
- Soms ook is de grens met een "gewone" vergelijking vaag, bijvoorbeeld:
  - hij staat in vuur en vlam
= verliefd

## Toepassingen
Metonymie kent verschillende specifieke toepassingen, bijvoorbeeld in de cognitieve taalkunde. Hier kan metonymie bijvoorbeeld de vorm hebben van het identificeren van iets gecompliceerds aan de hand van één enkel kenmerk. Dit is tevens een van de basiskenmerken van cognitie; iets wat snel in het oog springt of gemakkelijk te identificeren is, wordt gebruikt als basis om het grotere geheel waar het bijhoort of deel van uitmaakt te identificeren. Metonymie hangt daarnaast samen met andere rudimentaire cognitieve processen, verschijnselen en objecten die aan taalgebruik ten grondslag liggen, zoals de associatie van "zweet" en "zweten" met "zwaar werk".
Ook in de retorica en de literatuur wordt veel gebruikgemaakt van metonymieën.

## Metonymie en synecdoche
Synecdoche wordt ook vaak gezien als een vorm van metonymie, maar is volgens sommige taalkundigen toch niet hetzelfde. Bij synecdoche vormt namelijk datgene wat als beeld wordt gebruikt een wezenlijke component van de originele referent (zoals in alle neuzen tellen), of andersom. Bij andere vormen van metonymie is hiervan in het geheel geen sprake, en wordt de vergelijking puur gemaakt op basis van een of andere relatie.